# Szentkuthy Miklós
Szentkuthy Miklós (eredetileg Pfisterer Miklós, Budapest, 1908. június 2. – Budapest, 1988. július 18.) Kossuth-díjas magyar író, esszéíró, műfordító, a magyar regényirodalom nagy megújítóinak egyike. 2013-tól a Digitális Irodalmi Akadémia posztumusz tagja.

## Élete
1908. június 2-án a terézvárosi Lehel utca 8/a. számú házban született. Apja, a római katolikus budapesti születésű, Pfisterer Lajos Gyula Mihály (1879–1954), a magyar nemesi címmel bíró, eredetileg osztrák származású Pfisterer család sarja. Anyja, Götzler Gizella (1880–1956), szegény zsidó munkáscsaládba született, szülei Gizellát római katolikus vallásra kereszteltették. Apai nagyszülei Pfisterer Miklós (1840–1916), rendőrségi tisztviselő, és Hermann Ilona (1846–1899) voltak, akik 1874. február 19-én kötöttek házasságot a budavári plébánián. Idősebb Pfisterer Miklós szülei pedig Pfisterer Károly, nádori irodai tiszt és Habricus Zsófia asszony voltak. Annak a Károlynak az apja, pedig Pfisterer Péter, a Brechenville ezred tisztje, aki 1798. szeptember 1-jén magyar nemesség és címer adományozásban részesült I. Ferenc magyar királytól.
Szentkuthy Miklós apja családostul a Várban lakott, jogi egyetemen tanult, azt elvégezve, de doktori diplomát nem szerezve kezdett dolgozni. Közben a család fokozatosan elszegényedve a pesti Lehel utcába költözött. Itt ismerte meg a munkás származású Götzler Gizellát, akivel, a családi és társadalmi elvárásokkal nem törődve, szerelmi házasságot kötött. Apja minisztériumi számellenőrként dolgozott.

### Gyermek- és ifjúkora
A kis Miklósnál kancsalság fejlődött ki, ami egész gyermekkorában zavarta, akkori önmagát „bandzsa kis könyvmoly, nyomorék”-ként írta le később. 1909-ben a Lehel utcából Budára, egy I. kerületi, Enyedi utcai háromszobás lakásba költözött a család. Velük élt szeretett apai nagyapja, „Ópapa” és felesége. Szülei eléggé zárkózott természetűek, „mindig otthon ültünk, élő ember hozzánk nem jött látogatóba, apám senkit nem bántott, de utálkozott mindenki és minden fölött. Talán ezért is ragaszkodtam már legkisebb koromban nagyapámhoz. Borzasztóan szerettem az örökifjú gáláns lovagot.” A korábban vagyonos, „várbeli, úri társadalomhoz” tartozó, de vagyona elvesztése miatt aktív életkorát rendőrtisztviselőként lezáró, a családdal németül beszélő, szekrényében harmincféle sétapálcát őrző, elegáns Ópapa nagy hatást gyakorolt a kis Miklósra.
Elemi iskoláit 1914–1918-ig végezte, az első osztályt a Werbőczy utcai, második osztálytól az Attila utcai iskolában. Apját a világháborúban frontszolgálatra küldték. Miklósra 8 évesen nagy hatást tett, amikor Ópapa meghalt 1916-ban. 1919–1926 között a Werbőczy Gimnázium tanulója, egyúttal a Mária Kongregáció jegyzője, majd prefektusa. 1925-ben a szüleivel szentévi zarándoklaton vesz részt Rómában, bejárva Velence, Firenze, Assisi, Nápoly, Pompei városát is. 1926-ban országos irodalmi versenyt nyer A cigány alakja a magyar irodalomban című dolgozatával. Ekkor került kapcsolatba Vajthó Lászlóval, aki bevezette a Napkelet szerkesztőségébe. Vajthó tanácsára vett fel írói nevet. Térképet böngészve választotta Szentkút zarándokhely nevét, melyből a nemesi családi hagyományt követve, a nemesi névképzés szokásait alkalmazva – th-val, y-nal – képezte a Szentkuthy nevet.
1926-ban érettségizett és beiratkozott a Pázmány Péter Tudományegyetem angol-francia szakára. Egyetemi évei alatt kancsalságát Grósz Emil professzor műtéttel sikeresen megszüntette. Ettől kezdve önbizalma rohamosan megnőtt, kedvére udvarolhatott egyetemi lánytársainak. 1928-ban itt ismerkedett meg a gazdag zsidó családból származó Eppinger Dórával, Dollyval (1906–1989), későbbi feleségével. 1931–1932-ben ösztöndíjasként Londonban élt. 
Gazdag kulturális környezetben eltöltött gyerekkora után fiatalkorában bejárta az európai országokat. Első publikációi a Napkeletben jelentek meg. 1931-ben doktorrá avatták, és megnősült. Házasságukból egy lányuk született (Marion). 1932 és 1938 között a budapesti Madách Gimnázium, majd 1939-1947 között az óbudai Árpád Gimnázium tanára volt, utána 1958-ig a Márvány utcai Kossuth Közgazdasági Technikumban tanított. Diákjai közt elterjedt tanárneve a Pfistererből levezetett „Fityó” volt. Ezután csak az írásnak és az írásból élt. 1988-ban hunyt el, 80 éves korában.
Szentkuthy Miklós emlékét emléktábla őrzi az Árpád Gimnázium előterében.

### Anekdoták életéből
„[1938-ban] A budapesti Eucharisztikus Kongresszus idején vörös selyemből bíbornoki ruhát és sapkát szabattam egy kissé meglepődő családi varrónővel, nyakamban (kereszttel a végén), dió nagyságú esztergályozott fagolyókból álló szentolvasó, kezemen (jobb híján) nagy fekete pecsétgyűrű, orrom nyergén papos, keret-nélküli szemüveg. Taxival, este, mentem barátaimhoz, feleségemmel franciául beszélgettem, a taxisofőr térdre borult előttem, megcsókolta gyűrűmet, én meg – kérésére – „apostoli” áldást adtam rája. Később még sokkal nagystílűbb áldásra került sor: hatalmas társasággal, hajnalban, kivonultunk a Kis-Svábhegy tetejére, ott én létrán felmásztam egy háromszögelési gúla tetején lévő „erkélyre” (beszédet is mondtam) és kiterjesztett karokkal és keresztekkel szórtam a benedikciót térdeplő híveimnek. – Bíboros-ruhámban Babits Mihályné le is fényképezett, színes diapozitíveket készíttetett.”

## Irodalmi értékelése
Már Barokk Róbert című, szinte kamaszfejjel írott regényében is kiemelkedően erős és következetes önkritika érvényesül, társulva az egyetemes műveltség magas fokával és a szenvedélyes nyelvezettel. Főleg Prae című regénye nyomán művészetét számosan James Joyce-éval és Marcel Proustéval tekintik rokonnak, és ez a felfogás erősödött életművének francia kiadása kapcsán az 1980-as években. Ugyanakkor közvetlen hatásról csak Rabelais-t illetően beszélhetünk. Szentkuthy különös tehetségét egyaránt elismerte Babits Mihály és Németh László, Szerb Antallal fennmaradt levélváltása pedig barátságukról tanúskodik. 

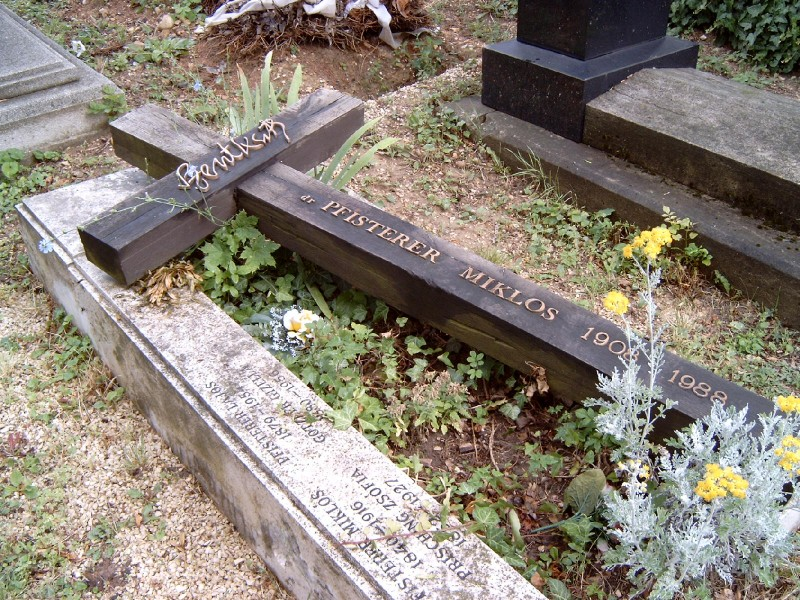
Szentkuthy Miklós és családjának sírja Budapesten. Farkasréti temető: 58-1-17.

## Díjai
- Baumgarten-jutalom (1948)
- József Attila-díj (1977)
- Füst Milán-díj (1980)
- Déry Tibor-díj (1984)
- Kossuth-díj (1988)

## Művei
Szentkuthy Miklósé az egyik legnagyobb terjedelmű hagyaték a Petőfi Irodalmi Múzeum által őrzött anyagok közt. 1934 és 42 között szerzői költségen jelent meg Szentkuthy minden könyve. A szocialista rendszerben 1954-ben jelent meg először Szentkuthy-mű állami kiadói pénzen.
Első regénye, az 1927. november 2-án befejezett Barokk Róbert csak a halála után, 1991-ben jelent meg először, ahogyan 1933-ban írott, Narcisszusz tükre című műve 1997-ben. Első publikált regénye, az 1934-ben megjelent (majd 1980-ban újra kiadott) Prae életműve jelentős pontját képezi. E művében François Rabelais és James Joyce hatása érezhető, s a modern Európa válságában tájékozódni próbáló magányos értelmiségi közérzetéről ad ironikus beszámolót. 1939-ben írt Széljegyzetek Casanovához című regényét a rendőrség erkölcsi okokra hivatkozva elkobozta és bezúzatta. 2012 után francia, spanyol, portugál, és amerikai kiadók e könyvet jelentették meg először Szentkuthy életművéből. Legnagyobb írói vállalkozása a Szent Orpheus breviáriuma című többkötetes munkája volt, amellyel csaknem 50 évet töltött el.

### Naplója
Szentkuthy Miklós több mint százezer oldalas naplót hagyott maga után. A napló írását az 1920-as évek elején kezdte és 1939-től rendszeresen, általában naponta vezette. Diszkrécióból Szentkuthy az 1948-ig írott részt halála után 25 évre, az 1988-ig, azaz haláláig írott részt 50 évre zároltatta. A hagyatékát kezelő Tompa Mária szerint „...tudta magáról, hogy impresszionista alkat. Ha valakire dühös volt, csúnya dolgokat írt róla a naplójába, másnap megbánta, és a korrekciót is lejegyezte. Nem akarta megsérteni a naplóban szereplő személyeket vagy utódaikat, ezért titkosította a naplókat”. Az 1948 előtti feljegyzések 2013 óta kutathatók, feldolgozásuk megkezdődött. Az 1948-at követő tartalmakra csak közvetve, az író utalásaiból lehet következtetni. Naplóját az író a Petőfi Irodalmi Múzeumnak adta megőrzésre.

### Kötetei
- Pfisterer Miklós: Realitás és irrealitás Ben Johnson klasszikus naturalizmusában; Egyetemi Ny., Budapest, 1931 (A Kir. Magyar Pázmány Péter Tudományegyetem Angol Philológiai Intézetének kiadványai)
- Prae; Egyetemi Ny., Budapest, 1934 + 1 melléklet (tartalommutató füzet)
- Az egyetlen metafora felé; Egyetemi Ny., Budapest, 1935
- Fejezet a szerelemről; Kecskeméti Ny., Kecskemét, 1936
- Orpheus. Részletek Szentkuthy Miklós Szent Orpheus breviáriuma című készülő művéből, 1-6.; szerzői, Budapest, 1939-1942
  - 1. Széljegyzetek Casanovához; szerzői, Kecskemét, 1939 (közszeméremsértés és vallásgyalázás miatt 1939-ben betiltva)[16]
  - 2. Fekete Reneszánsz; szerzői, Kecskemét, 1939
  - 3. Eszkoriál; szerzői, Budapest, 1940
  - 4. Európa Minor; szerzői, Budapest, 1941
  - 5. Cynthia; szerzői, Budapest, 1941
  - 6. Vallomás és bábjáték; szerzői, Budapest, 1942
- Udvari gyász; Művelt Nép, Budapest, 1954 (Bábszínpad)
- Divertimento. Változatok Wolfgang Amadeus Mozart életére; Magvető, Budapest, 1957
- Doktor Haydn. Regény; Zeneműkiadó, Budapest, 1959
- Burgundi krónika; Magvető, Budapest, 1959
- Hitvita és nászinduló / Bizánc / Wittenberg; Magvető, Budapest, 1960
- Arc és álarc; Magvető, Budapest, 1962 (Goethe életregénye)
- A megszabadított Jeruzsálem. Történelmi regény; Magvető, Budapest, 1965
- Angyali Gigi!; Magvető, Budapest, 1966
- Saturnus fia. Dürer életregénye; Corvina, Budapest, 1966
- Händel; Zeneműkiadó, Budapest, 1967
- Maupassant egy mai író szemével; Gondolat, Budapest, 1968
- Meghatározások és szerepek; Magvető, Budapest, 1969
- II. Szilveszter második élete. Regény; Magvető, Budapest, 1972
- Szent Orpheus Breviáriuma I–II. / Széljegyzetek Casanovához / Fekete reneszánsz / Eszkoriál / Európa Minor / Cynthia / Vallomás és bábjáték / II. Szilveszter második élete; Magvető, Budapest, 1973
- Kanonizált kétségbeesés; Magvető, Bp, 1974 (Szent Orpheus breviáriuma, III.)
- Szárnyatlan oltárok / Burgundi krónika / Wittenberg; Magvető–Szépirodalmi, Budapest, 1978 (30 év)
- Prae, 1-2.; 2. kiad.; Magvető, Budapest, 1980
- Véres szamár; Magvető, Budapest, 1984 (Szent Orpheus Breviáriuma, IV.)
- Fejezet a szerelemről. Regény; Szépirodalmi, Budapest, 1984
- Az egyetlen metafora felé; Szépirodalmi, Budapest, 1985
- Múzsák testamentuma. Összegyűjtött tanulmányok, cikkek, bírálatok; szöveggond., sajtó alá rend. Tompa Mária; Magvető, Budapest, 1985
- Iniciálék és ámenek. Összegyűjtött elbeszélések, hangjátékok, bábjátékok; szöveggond., sajtó alá rend. Tompa Mária; Szépirodalmi, Budapest, 1987
- Frivolitások és hitvallások; Kabdebó Lóránt magnetofonfelvételei alapján vál., szerk. Tompa Mária; Magvető, Budapest, 1988

Szentkuthy Miklós mintegy 150 000 oldalnyi naplót hagyott hátra (kiadatlan).

### Posztumusz közreadások
- Cicero vándorévei. Regény; sajtó alá rend. Tompa Mária; Szépirodalmi, Bp., 1990
- Barokk Róbert. Regény; sajtó alá rend. Tompa Mária; Jelenkor, Pécs, 1991
- Ágoston olvasása közben. A Szent Orpheus breviáriuma kéziratban maradt tervezett kötete: széljegyzetek Szent Ágoston De civitate Dei és De Trinitate című műveihez. 1939; sajtó alá rend. Tompa Mária; Jelenkor, Pécs, 1993
- Euridiké nyomában. Szent Orpheus breviáriumának töredékben maradt V. kötete; sajtó alá rend., utószó Tompa Mária; Magvető, Bp., 1993 (Szent Orpheus breviáriuma, V.)
- Bianca Lanza di Casalanza. Naplóregény, 1946–47; szerk., utószó Tompa Mária; Jelenkor, Pécs, 1994
- Harmonikus tépett lélek. Réz Pál videobeszélgetése Szentkuthy Miklóssal; sajtó alá rend. Tompa Mária; Magvető, Bp., 1994
- Narcisszusz tükre. Regény, 1933; sajtó alá rend. Tompa Mária; Magvető, Bp., 1995
- Az alázat kalendáriuma, 1935–1936; sajtó alá rend. Tompa Mária; Magvető, Bp., 1998
- Bezárult Európa. Regény, 1949; sajtó alá rend. Tompa Mária; Magvető, Bp., 2000
- Fájdalmak és titkok játéka. Naplójegyzetek és naplóillusztrációk, 1925–1942; kéziratok, grafikák vál., sajtó alá rend. Tompa Mária; Magvető, Bp., 2001
- Barokk Róbert. Regény; utószó Tompa Mária; 2. jav. kiad.; Magvető, Bp., 2002
- Az élet faggatottja. Beszélgetések Szentkuthy Miklóssal; vál., utószó Tompa Mária, szerk. Molnár Márton; Hamvas Béla Kultúrkutató Intézet, Bp., 2006 (Sziget)
- Örök közelség, ezer emlék. Szentkuthy Miklós válogatott dedikációi; szerk., bev. Tompa Mária; Hamvas Intézet, Bp., 2007
- Szentkuthy Miklós válogatott levelezése; szerk., bev. Tompa Mária, szöveggond. Hernád Imre; Hamvas Intézet, Bp., 2008
- Titkok játéka. Válogatás Szentkuthy Miklós fényképhagyatékából; vál., szerk. Hegyi Katalin; Petőfi Irodalmi Múzeum, Bp., 2009
- Pendragon és XIII. Apolló; sajtó alá rend. Tompa Mária; Magvető, Bp., 2009
- Egyiptomi Mária. Regény folytatásokban a Nagyítás hetilapban (2009–2010)
- Varázskert. Tanulmányok, esszék, előadások; vál. Tompa Mária, szöveggond. Sörös Erzsébet; Hamvas Intézet, Bp., 2012 (Sziget)

### Fordítói munkássága
Többek között James Joyce, Jonathan Swift, Laurence Sterne, Charles Dickens műveinek magyar fordítója.
Hagyatékának gondozója: Tompa Mária.

### Filmek Szentkuthy Miklósról
Arc és álarc 1-2. – Portréfilm Szentkuthy Miklósról (1989, bemutató 1994, rendező: Jeles András; operatőr: Kardos Sándor; szerkesztő: Fábry Sándor; riporter: Réz Pál, elérhető: NAVA)

## Szakirodalom
- Fekete J. József: Olvasat. Esszék Szentkuthyról. Újvidék: Forum Könyvkiadó, 1986
- Rugási Gyula: Szent Orpheus arcképe. Budapest: József Attila Kör – Pesti Szalon Könyvkiadó, 1992
- Fekete J. József: Olvasat II. Újabb esszék Szentkuthyról. Sombor: Inforvativni Centar, 1993
- Fekete J. Józsefː Széljegyzetek Szentkuthyhoz. Körbejárt, egyre kitaposottabb utakon Szentkuthy Miklós regényeiben; JMMT, Újvidék, 1998 (A Jugoszláviai Magyar Művelődési Társaság kiskönyvtára Esszé, irodalmi közírás)
- Nagy Pál: Az elérhetetlen szöveg. Prae-palimpszeszt. Budapest: Anonymus Kiadó, 1999
- Égő katedra. Hajdani tanítványok emlékeznek Szentkuthy-Pfisterer Miklósra; sajtó alá rend., utószó Tompa Mária; Hamvas Intézet, Bp., 2001
- Hegyi Katalin: Szentkuthy Miklós. Budapest: Elektra Kiadóház, 2001
- A mítosz mítosza. In memoriam Szentkuthy Miklós; vál., szerk., összeáll. Rugási Gyula; Nap, Bp., 2001 (In memoriam)
- Bálint Péter: Szentkuthy álruhában. Közelítések egy gigantikus napló írójához. Budapest: Széphalom Könyvműhely, 2003
- Molnár Márton: Napló és regény – Szentkuthy Miklós műveiben. Budapest: Hamvas Intézet, 2003
- Fekete J. József: P.O.S.T. Szentkuthy Miklós és művei. Újvidék: Forum, 2005
- Parragi Márta: Szentkuthy Miklós könyvtára; Petőfi Irodalmi Múzeum, Bp., 2008
- Fekete J. József: Elmélet helyett: koreográfia. Újabb Szentkuthy-olvasatok; Cédrus Művészeti Alapítvány–Napkút, Bp., 2010 (Értekezők – etűdök)
- Filip Sikorski: A Genetic Analysis of Miklós Szentkuthy's "Prae". Helsinki: Unigrafia, 2014. http://urn.fi/URN:ISBN:978-952-10-9795-9
- Arc és álarc 1-2. – Portréfilm Szentkuthy Miklósról (1989, bemutató 1994, rendező: Jeles András; operatőr: Kardos Sándor; szerkesztő: Fábry Sándor; riporter: Réz Pál, elérhető: NAVA
- Nicolas Lezard: Marginalia on Casanova by Miklós Szentkuthy – review . The Guardian 2013. január 4.